# Prey (serie televisiva)
Prey  è una serie televisiva statunitense in 14 episodi di cui 13 trasmessi per la prima volta nel corso di una sola stagione nel 1998 (l'episodio pilota non fu mai trasmesso).

## Trama
La serie segue la dottoressa Sloan Parker, un'antropologa che studia le variazioni genetiche negli esseri umani. Il suo mentore, la dottoressa Ann Coulter, è una genetista che crede che il comportamento violento di alcuni delinquenti possa avere una base genetica. Ha raccolto campioni genetici da una varietà di assassini condannati e altri criminali violenti, e si sta preparando a servire come perito nel processo di un serial killer. Dopo la fuga del killer e l'omicidio della dottoressa Coulter, Sloan scopre che i criminali particolarmente violenti spesso condividono diverse similarità genetiche che li differenziano dai normali esseri umani, rendendoli da essi diversi geneticamente come gli esseri umani lo sono dagli scimpanzé. Ben presto si rende conto che la nuova specie è sul punto di soppiantare l'umanità nello stesso modo in cui l'Homo Sapiens ha soppiantato i Neanderthal alla fine del l'ultima era glaciale. Nel frattempo, mentre l'assassino è in fuga attraverso la California, Sloan fa la conoscenza di Tom Daniels, un agente federale determinato a catturarlo. Tom si rivela poi essere egli stesso un membro delle nuove specie. Dopo aver appreso che i membri della nuova specie possono riprodursi con esseri umani "normali" e che, a causa delle loro caratteristiche genetiche dominanti, i figli di una coppia fanno sempre parte della nuova specie, viene dato loro il nome di Homo dominante.
I "dominanti" risultano essere più intelligenti e più aggressivi degli umani, e sono convinti che, come forma superiore di vita, essi hanno il diritto di sottomettere i loro cugini umani con tutti i mezzi necessari. Spesso esprimono un'antipatia verso gli esseri umani che rasenta il razzismo. La loro aggressività è una caratteristica istintiva genetica, presente anche nei bambini piccoli. Essi sono anche in possesso di varie  capacità psichiche, tra cui la capacità di offuscare le menti degli altri, la capacità di comunicare con altri membri della propria specie telepaticamente e la capacità di prevedere 10 secondi nel futuro. Sloan ipotizza a un certo punto che ci possono essere fino a 200.000 membri delle nuove specie. Il loro punto di origine si rivela essere un villaggio nel deserto a Oaxaca, Messico, un luogo che i dominanti considerano sacro e che è anche la posizione di un misterioso monolite con arcane scritte sulla sua superficie. Ci sono gruppi di esseri umani che sono a conoscenza dei dominanti e collaborano con loro. Allo stesso modo, ci sono gruppi di dominanti che vogliono coesistere pacificamente con gli esseri umani. I dominanti, inoltre, utilizzano l'ingegneria genetica nel tentativo di "convertire" gli esseri umani in membri della propria specie. Inoltre fanno uso di tecniche di clonazione e nanotecnologie.

## Personaggi
- Tom Daniels (14 episodi, 1998), interpretato da	Adam Storke.
- dottor Walter Attwood (14 episodi, 1998), interpretato da	Larry Drake.
- Ray Peterson (14 episodi, 1998), interpretato da	Frankie Faison.
- dottoressa Sloan Parker (13 episodi, 1998), interpretata da	Debra Messing.
- dottor Ed Tate (13 episodi, 1998), interpretato da	Vincent Ventresca.
- capo di Attwood (7 episodi, 1998), interpretata da	Alexandra Hedison.
- Randall Lynch (4 episodi, 1998), interpretato da	Roger Howarth.
- Kelly Hammond (4 episodi, 1998), interpretata da	Megahn Perry.
- Lewis (3 episodi, 1998), interpretato da	James Morrison.
- dottor Ian Copeland (2 episodi, 1998), interpretato da	Sam Anderson.
- Grace (2 episodi, 1998), interpretata da	Vanessa Bell Calloway.
- Shane (2 episodi, 1998), interpretato da	Kaj-Erik Eriksen.
- tenente Quinn (2 episodi, 1998), interpretato da	James Handy.
- Martin (2 episodi, 1998), interpretato da	Jordan Lund.
- Jane Daniels, madre di Tom (2 episodi, 1998), interpretata da	Susanna Thompson.

## Produzione
La serie, ideata da William Schmidt, fu prodotta da Edelson Productions, Lars Thorwald Inc. e Warner Bros. Television e girata negli studios della Warner Brothers a Burbank, nella Vasquez Rocks Natural Area Park e nella Royce Hall a Los Angeles in California. Le musiche furono composte da Mark Morgan.

### Registi
Tra i registi della serie sono accreditati:
- Bill Corcoran (3 episodi, 1998)
- Martha Mitchell (1 episodio, 1998)

## Distribuzione
La serie fu trasmessa negli Stati Uniti nel 1998 sulla rete televisiva ABC. In Italia è stata trasmessa dal febbraio del 2001 su RaiDue con il titolo Prey.
Alcune delle uscite internazionali sono state:
- negli Stati Uniti il 15 gennaio 1998 (Prey)
- in Svezia il 28 maggio 1998
- in Francia il 11 dicembre 1998 (ADN, menace immédiate)
- in Germania il 26 gennaio 1999 (Prey - Gefährliche Spezies)
- nel Regno Unito il 10 febbraio 1999
- in Finlandia il 9 giugno 1999 (Saalis)
- in Polonia il 10 luglio 1999 (Walka o przetrwanie)
- nei Paesi Bassi il 17 febbraio 2000
- in Italia (Prey)

## Episodi
| Stagione       | Episodi | Prima TV USA |
| -------------- | ------- | ------------ |
| Prima stagione | 14      | 1998         |